# Brunnen am Bourges-Platz

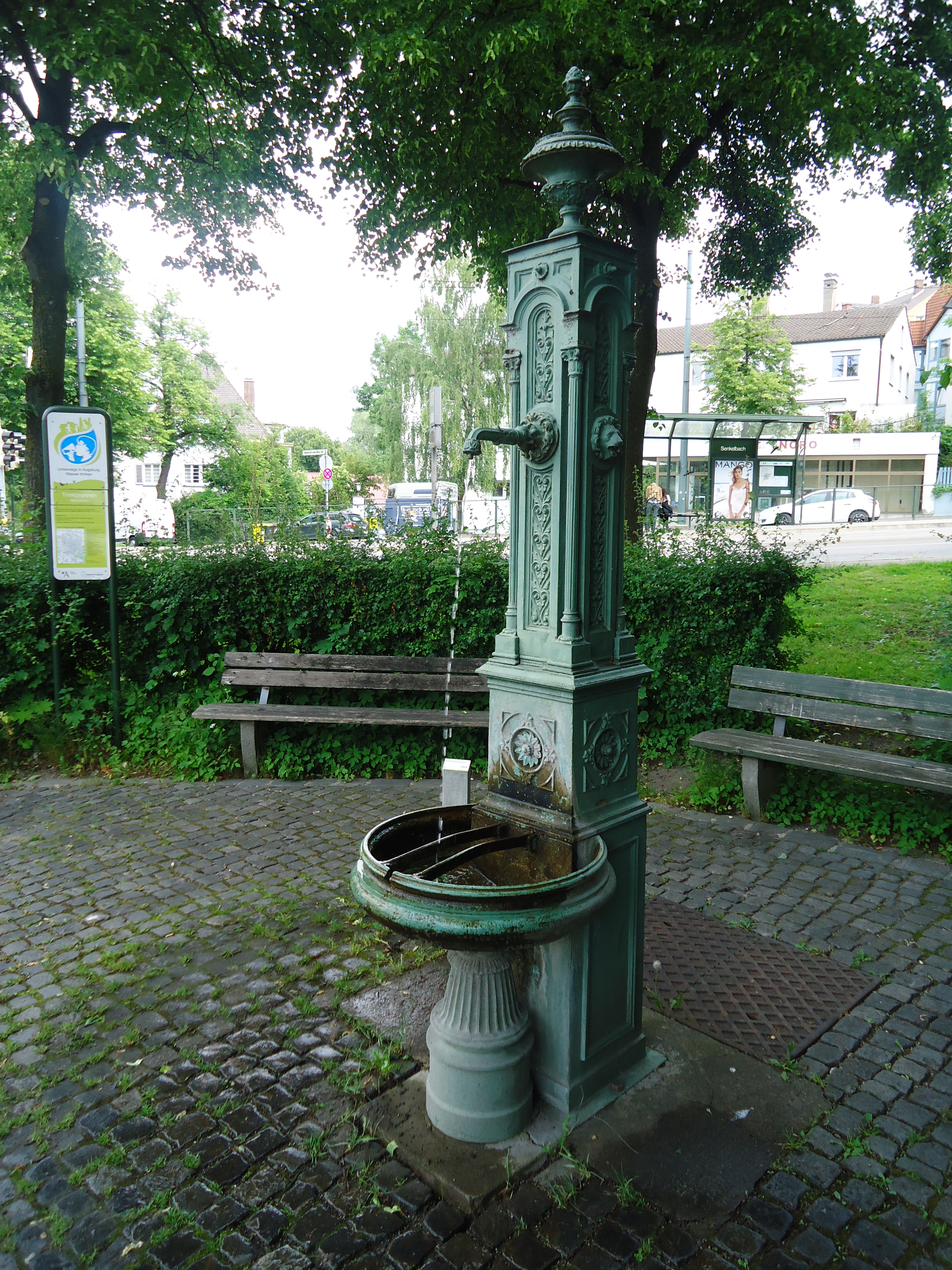
Brunnen am Bourges-Platz in Augsburg

Der Brunnen am Bourges-Platz in Augsburg wurde um 1900 errichtet und ist als Baudenkmal in der Bayerischen Denkmalliste eingetragen. Es handelt sich dabei um einen der letzten öffentlichen Trinkwasserbrunnen im Stadtgebiet aus dieser Zeit. Einst waren diese gusseisernen Brunnen zahlreich in Augsburg vertreten.

## Erscheinungsbild
Der Brunnen steht auf einer kleinen Pflasterfläche an der Wertachbrucker-Tor-Straße am Rande des Bourges-Platz und ist umgeben von mehreren Sitzbänken.
Zum Brunnen gehört eine schlanke, übermannshohe Säule aus Gusseisen mit einer aufgesetzten Zirbelnuss. Die quadratische Säule ist reich verziert und trägt auf allen vier Seiten einen kleinen Löwenkopf. Aus einem der Löwenköpfe ragt ein Rohr, aus dem frisches Trinkwasser in ein vorgelagertes, rundes Wasserbecken tropft.